# Formica schaufussi
Formica schaufussi är en myrart som beskrevs av Mayr 1866. Formica schaufussi ingår i släktet Formica och familjen myror.

## Underarter
Arten delas in i följande underarter:
- F. s. dolosa
- F. s. schaufussi